# Denijs Dille
Pour les articles homonymes, voir Dille.
Denijs Dille, né à Aarschot (Belgique) le 21 février 1904 et mort à Duffel le 1er avril 2005, est un ecclésiastique belge flamand, musicologue et grand connaisseur du compositeur et pianiste hongrois Béla Bartók et de son œuvre.

## Biographie
Dille étudie la théologie et la philosophie au séminaire de Malines et est ordonné prêtre en 1928.
En 1936, il est professeur de français à l'école normale Pie X d'Anvers. Il quitte ce poste en 1961 afin de s'établir en Hongrie où il fonde à Budapest le Bartók Archívum (Archives Bartók), et en est le directeur jusqu'en 1971. Il a personnellement connu le compositeur de 1937 jusqu'à sa mort survenue en 1945. Il a écrit plus de trois cents articles et vingt livres sur le compositeur.
Dille meurt à l'âge de 101 ans à la Hof van Arenberg à Duffel.